# Dekanat Chełm – Wschód
Dekanat Chełm – Wschód – jeden z 28 dekanatów w rzymskokatolickiej archidiecezji lubelskiej.

## Parafie
W skład dekanatu wchodzi 14 parafii:
- parafia NMP Matki Kościoła – Brzeźno
- parafia Chrystusa Odkupiciela – Chełm
- parafia Ducha Świętego – Chełm
- parafia Miłosierdzia Bożego – Chełm
- parafia Narodzenia NMP – Chełm
- parafia św. Jana Nepomucena – Dorohusk
- parafia św. Michała Archanioła – Kamień
- parafia Wniebowzięcia NMP – Klesztów
- parafia Nawiedzenia NMP – Kumów
- parafia św. Stanisława i Niepokalanego Serca NMP – Ruda-Huta
- parafia św. Apostołów Piotra i Pawła – Świerże
- parafia św. Barbary – Turowiec
- parafia św. Michała Archanioła – Wojsławice
- parafia Podwyższenia Krzyża Świętego – Żmudź

## Sąsiednie dekanaty
Chełm – Zachód, Grabowiec (diec. zamojsko-lubaczowska), Hańsk (diec. siedlecka), Hrubieszów – Północ (diec. zamojsko-lubaczowska), Krasnystaw – Wschód, Sitaniec (diec. zamojsko-lubaczowska)